# Mikko Koivu
Mikko Sakari Koivu (* 12. März 1983 in Turku) ist ein ehemaliger finnischer Eishockeyspieler. Der Center spielte von 2005 bis 2021 in der National Hockey League und war dabei vor allem für die Minnesota Wild aktiv. Dort fungierte er als langjähriger Mannschaftskapitän und  hält mehrere Franchise-Rekorde, unter anderem für die meisten Spiele, Vorlagen und Scorerpunkte, sodass seine Trikotnummer 9 nicht mehr vergeben wird. Am Ende seiner aktiven Karriere, während der er über 1000 NHL-Partien bestritt, lief er zudem kurzzeitig für die Columbus Blue Jackets auf. Mit der finnischen Nationalmannschaft wurde Koivu 2011 Weltmeister und gewann die Silbermedaille bei den Olympischen Winterspielen 2006. Seit 2007 ist er Teilhaber seines Stammvereins TPS Turku.

## Karriere
Mikko Koivu ist der jüngere Bruder des bekannten Eishockeyspielers Saku Koivu. Während des NHL Entry Draft 2001 waren es die Verantwortlichen der Minnesota Wild, die ihn in der ersten Runde an insgesamt sechster Position auswählten. Als er in der Saison 2003/04 seine letzte Saison für TPS Turku spielte, machte er in 45 Spielen 6 Tore und bereitete 24 vor. Im Sommer 2004 wechselte er schließlich nach Nordamerika in die American Hockey League zu den Houston Aeros, die als Farmteam der Minnesota Wild fungieren. Dort spielte er 67 Spiele und schoss 20 Tore und machte 28 Assists. Zur Saison 2005/06 wurde er dann in den Kader der Minnesota Wild aufgenommen und absolvierte eine gute Rookie-Saison. Er und sein Bruder Saku wurden 2006 für die Olympischen Spiele in Turin in die finnische Nationalmannschaft berufen.
In den folgenden Jahren konnte der Angriffsspieler seine Punktausbeute kontinuierlich steigern und wurde somit zu einem der Leistungsträger im Team der Wild. Seine bisher beste Saison war die Spielzeit 2008/09, als er in 79 absolvierten Ligapartien 67 Scorerpunkte erzielen konnte. Am 16. Oktober 2008 gelang es ihn zudem mit vier Assists in einem Spiel einen neuen Klubrekord aufzustellen. Zu Beginn der Saison 2009/10 wurde der Finne zum neuen Mannschaftskapitän der Wild ernannt und unterschrieb im Sommer 2010 eine Vertragsverlängerung um sieben Jahre bei einem kolportierten Gesamtgehalt von 47 Millionen US-Dollar. Im März 2014 erzielte Koivu beim 6:0-Sieg seinen 438. Scorerpunkt im Trikot der Wild und ist damit der punktbeste Akteur der Franchise-Geschichte. Weiterhin bestritt er im Februar 2016 gegen die Florida Panthers das 744. Spiel für Minnesota und überholte damit Nick Schultz als Rekordspieler des Klubs. Dem folgte im Dezember 2019 seine insgesamt 1000. Partie der regulären Saison in der NHL. Nach der Spielzeit 2019/20 entschlossen sich die Wild, den auslaufenden Vertrag des Finnen nicht zu verlängern, sodass er sich im Oktober 2020 als Free Agent den Columbus Blue Jackets im Rahmen eines Einjahresvertrages anschloss. Bereits etwa einen Monat nach Beginn der Folgesaison 2020/21 verkündete er jedoch im Februar 2021 das Ende seiner aktiven Karriere. Insgesamt hatte er in der NHL 1035 Partien bestritten und dabei 711 Scorerpunkte verzeichnet.
Im März 2022 sperrten die Minnesota Wild seine Trikotnummer 9, sodass diese nicht mehr vergeben wird.

## Erfolge und Auszeichnungen
| - 2000 Finnischer A-Junioren-Vizemeister mit TPS Turku - 2001 Finnischer Meister mit TPS Turku - 2002 Finnischer A-Junioren-Vizemeister mit TPS Turku - 2004 Finnischer Vizemeister mit TPS Turku | - 2005 Teilnahme am AHL All-Star Classic - 2012 Teilnahme am NHL All-Star Game (verletzungsbedingte Absage) - 2022 Sperrung der Trikotnummer 9 durch die Minnesota Wild |

### International
| - 2000 Goldmedaille bei der U18-Junioren-Weltmeisterschaft - 2001 Silbermedaille bei der U20-Junioren-Weltmeisterschaft - 2001 Bronzemedaille bei der U18-Junioren-Weltmeisterschaft - 2002 Bronzemedaille bei der U20-Junioren-Weltmeisterschaft - 2004 Zweiter Platz beim World Cup of Hockey - 2006 Silbermedaille bei den Olympischen Winterspielen | - 2006 Bronzemedaille bei der Weltmeisterschaft - 2007 Silbermedaille bei der Weltmeisterschaft - 2008 Bronzemedaille bei der Weltmeisterschaft - 2010 Bronzemedaille bei den Olympischen Winterspielen - 2011 Goldmedaille bei der Weltmeisterschaft - 2016 Silbermedaille bei der Weltmeisterschaft |

## Karrierestatistik

### International
Vertrat Finnland bei:
| - U18-Junioren-Weltmeisterschaft 2000 - U20-Junioren-Weltmeisterschaft 2001 - U18-Junioren-Weltmeisterschaft 2001 - U20-Junioren-Weltmeisterschaft 2002 - World Cup of Hockey 2004 - Olympischen Winterspielen 2006 - Weltmeisterschaft 2006 | - Weltmeisterschaft 2007 - Weltmeisterschaft 2008 - Olympischen Winterspielen 2010 - Weltmeisterschaft 2011 - Weltmeisterschaft 2012 - Weltmeisterschaft 2016 - World Cup of Hockey 2016 |

(Legende zur Spielerstatistik: Sp oder GP = absolvierte Spiele; T oder G = erzielte Tore; V oder A = erzielte Assists; Pkt oder Pts = erzielte Scorerpunkte; SM oder PIM = erhaltene Strafminuten; +/− = Plus/Minus-Bilanz; PP = erzielte Überzahltore; SH = erzielte Unterzahltore; GW = erzielte Siegtore; 1 Play-downs/Relegation; Kursiv: Statistik nicht vollständig)